# NGC 7244
NGC 7244 est une galaxie spirale située dans la constellation de Pégase. Sa vitesse par rapport au fond diffus cosmologique est de 7 206 ± 26 km/s, ce qui correspond à une distance de Hubble de 106,3 ± 7,5 Mpc (∼347 millions d'al). NGC 7244 a été découverte par l'astronome français Édouard Stephan en 1872.
NGC 7244 présente une large raie HI. De plus, elle figure dans le catalogue de galaxies de Markarian sous la cote Mrk 303 (MK 303).
Les avis diffèrent sur la classification de NGC 7244 : spirale ordinaire selon le professeur Seligman et la base de données NASA/IPAC,, elliptique selon la base de données HyperLeda et même bleue compacte selon Simbad. L'image du relevé SDSS montre qu'il s'agit sans doute d'une galaxie spirale.

## Compagnon apparent
Sur la sphère céleste, la galaxie PGC 1508710 est rapprochée de NGC 7244. La distance de Hubble de PGC 1508710 est égale à 174,15 ± 12,20 Mpc (∼568 millions d'al), ce qui signifie qu'elle est beaucoup plus éloignée que ne l'est NGC 7244 et qu'il s'agit donc d'une paire purement optique.

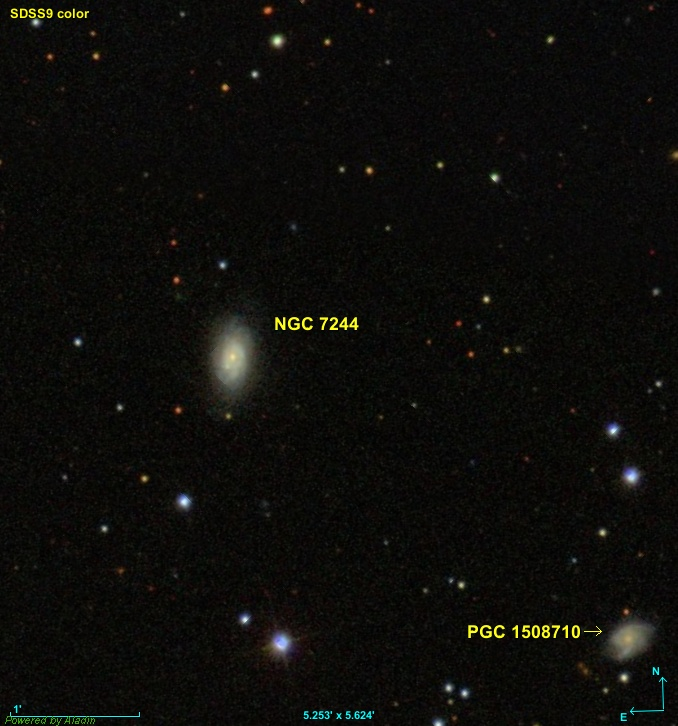
NGC 7244 et PGC 1508710 (SDSS).

## Supernova
La supernova SN 2009hy a été découverte dans NGC 7244 le 2 aout 2009 par J. Kong, S. B. Cenko, W. Li et  A. V. Filippenko de l'université de Californie à Berkeley, dans le cadre du programme LOSS (Lick Observatory Supernova Search) de l'observatoire Lick. D'une magnitude apparente de 18,7 au moment de sa découverte, elle était de type Ic.